# آرثر بوتنام
آرثر بوتنام (بالإنجليزية: Arthur Putnam)‏ هو نحات أمريكي، ولد في 6 سبتمبر 1873 في ويفلاند في الولايات المتحدة، وتوفي في 27 مايو 1930 في Ville-d'Avray ‏ في فرنسا.